# Mimasura strigicostalis
Mimasura strigicostalis là một loài bướm đêm trong họ Noctuidae.